# COVID-19-Pandemie in Montenegro

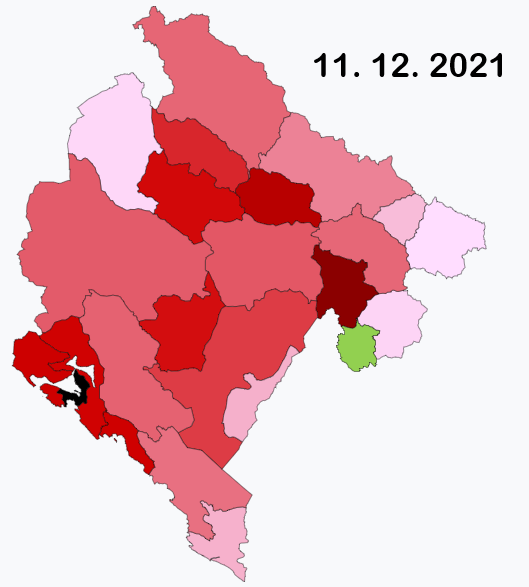
Aktive COVID-19-Fälle in Montenegro (grün=keine aktiven Fälle, schwarz=Hotspot), Quelle der Daten: https://www.covidodgovor.me/me/statistika

Die COVID-19-Pandemie in Montenegro tritt als regionales Teilgeschehen des weltweiten Ausbruchs der Atemwegserkrankung COVID-19 auf und beruht auf Infektionen mit dem Ende 2019 neu aufgetretenen Virus SARS-CoV-2 aus der Familie der Coronaviren. Die COVID-19-Pandemie breitet sich seit Dezember 2019 von China ausgehend aus. Ab dem 11. März 2020 stufte die Weltgesundheitsorganisation (WHO) das Ausbruchsgeschehen des neuartigen Coronavirus als Pandemie ein.

## Verlauf und Maßnahmen

### 2020
Montenegro war Mitte März 2020 als letztes Land in Europa noch ohne Meldung eines Covid-19-Falls. Am 17. März 2020 wurden die ersten beiden COVID-19-Fälle in Montenegro bestätigt. Es handelte sich um zwei Frauen, die aus den USA und Spanien zurückgekehrt waren. Binnen eines Tages wurden ca. 1.000 Personen in Selbstisolation geschickt, die in den letzten 14 Tagen eingereist waren. Zudem führte man überall die Pflicht ein, zwei Meter Abstand zu halten und schloss Kindergärten, Schulen, Universitäten, Einkaufszentren, Hotels, Spielhallen, Spielplätze, Restaurants und Cafés. Der internationale Personentransport von und nach Montenegro (Flug, Bahn, Bus) wurde vollständig ausgesetzt, die Grenzen wurden geschlossen und auch der inländische Personenverkehr unterlag Beschränkungen. Bis Anfang April erwarb die Regierung 17 Tonnen medizinische Ausrüstung im Ausland, darunter über 1,5 Millionen Schutzmasken aus China.
Am 22. März starb ein 65-jähriger Mann in einem Krankenhaus und wurde somit das erste COVID-19-Opfer in Montenegro. Zu diesem Zeitpunkt hatte man bereits 5.500 Personen als zu beobachten eingestuft. Bis Ende März wurden 100 Infizierte, bis Ende April etwas über 300 Infizierte gezählt, wobei die Zahl der Toten bis Ende April 2020 auf sieben anstieg (siehe Statistik). Am 21. April wurde bekannt gegeben, dass erste Maßnahmen gelockert werden, dass aber weiter auf räumliche Distanzierung geachtet werden müsse, da die Gefahr noch nicht vorbei sei. Zu diesem Zeitpunkt gab es 313 Infizierte. Bürger durften wieder bis 23 Uhr außer Haus gehen, Geschäfte länger öffnen und Menschen wieder sportliche Aktivitäten draußen ausüben. Die Sperrung der Kleinstadt Tuzi konnte aufgehoben werden. Zudem machte man Italien das Angebot, mit der temporären Unterbringung älterer Bewohner aus der Lombardei an der Küste Montenegros zu helfen, was Italiens Premierminister Giuseppe Conte annahm.
Mitte Mai galten 298 der 324 Infizierten als genesen, so dass das Land sich als Urlaubsziel für den Sommer positionierte. Viele Einrichtungen (Restaurants, Cafés, Strände, Einkaufszentren) durften seit dem 15. Mai wieder betrieben werden. Vorerst wollte man die Situation aber beobachten können und beließ daher Schulen und Universitäten geschlossen, unterband auch weiterhin den internationalen Verkehr und behielt die Maskenpflicht in allen geschlossenen öffentlichen Gebäuden (Post, Banken, Geschäfte etc.) bei. Über das Land verteilt gab es zu diesem Zeitpunkt in sieben Städten insgesamt zehn Quarantänezentren, darunter Hotels (Podgorica, Ulcinj, Herceg Novi, Budva), aber auch eine ehemalige Kaserne (Ulcinj), ein Skizentrum (Nikšić), eine Polizeischule (Danilovgrad) oder das Institut Dr Simo Milošević (Herceg Novi). Da die Corona-Gefahr trotz der Prozession vom 12. Mai (siehe Abschnitt Unruhen Mitte Mai 2020) als eingedämmt galt und es weiterhin keine Neuinfektionen gab, wandte sich der Blick verstärkt auf die Frage, wie man die für den Spätsommer 2020 vorgesehenen Wahlen abhalten könne. Auf die Frage, ob die Regierungspartei DPS die Covid-19-Lage für den Wahlkampf missbrauche, meinte der albanisch-montenegrinische Politiker Genci Nimanbegu, dass die Kleinstadt Tuzi zeige, was die Regierung und die NKT (nationale Koordinierungsstelle für Infektionskrankheiten) leisten. Anfangs vermeldete man in Tuci die höchsten Zahlen, doch als man die vom NKT angeordneten Maßnahmen konsequent umsetzte und einhielt, gelang es, die Zahl der Corona-Infizierten bis auf null zu reduzieren. Eine Abhaltung der Wahlen hielt er für sehr wahrscheinlich.
Am 18. Mai konnte man vermelden, dass es seit zwei Wochen keinen neuen Infektionsfall gab. Allerdings wurden in diesen 14 Tagen auch nur 93 Tests durchgeführt. Es gab nur noch vier aktive Fälle, da 311 der 324 Infizierten genesen seien und neun verstarben. Diese vier Fälle verteilten sich auf die Orte Ulcinj (2), Gusinje und Bijelo Polje. Daher wurden der ÖPNV und der Zugverkehr wieder aufgenommen. Es bestand Maskenpflicht sowie die Pflicht die Hände vor dem Betreten des Busses zu desinfizieren. Auch die Aufnahme des Flugverkehrs wurde vorbereitet. Im Sportbereich wurde die zweite Lockerung verkündet, nach der es möglich sein soll, in reduzierten Teams Mannschaftssportarten auszuüben. Ab dem 30. Mai wurden Sportwettkämpfe ohne Publikum erlaubt.
Von Mitte Oktober bis Mitte November 2020 verdoppelte sich die Zahl der Infizierten von 12.917 auf 26.888 sowie die Zahl Toten von 190 auf 385. Sowohl in der 45. als auch der 46. Kalenderwoche gab es mit je über 3.000 Neuinfektionen mehr neue Fälle als insgesamt von Mitte März bis Anfang August 2020. Mit 775 Toten auf 1 Million Einwohner gehörte Montenegro am Ende der 48. Kalenderwoche 2020 zu den am schwersten betroffenen Ländern weltweit. Auf dem Stand vom 4. Dezember 2020 waren bereits 5,8 Prozent der Gesamtbevölkerung infiziert, nämlich 37.467 der zirka 642.000 Einwohner. Große Anteilnahme und Massenansammlungen trotz hoher Fallzahlen löste der Tod von Metropolit Amfilohije Radović aus. Dieser galt als Corona-Skeptiker, verweigerte das Tragen eines Mund-Nasen-Schutzes und empfahl Pilgerfahrten als „Gottes Impfstoff“. Die Trauerfeier verzichtete ebenfalls weitgehend auf Masken und Sicherheitsabstände und präsentierte den Verstorbenen im offenen Sarg. Zahlreiche Trauernde küssten den Leichnam. Am 4. November 2020 wurde der Belgrader Patriarchen Irinej I., Oberhaupt der serbisch-orthodoxen Kirche und Leiter der Beisetzungszeremonie für Amfilohije, mit Covid-19-Befund ins Krankenhaus eingeliefert und verstarb am 20. November 2020. Auch der Bischof der Eparchie Budimlja und Nikšić, Joanikije Mićović, einer der Hauptredner der Beisetzung und Monate später zum Nachfolger Amfilohijes gewählt, wurde am 4. November positiv auf Covid-19 getestet und begab sich in Heimquarantäne.

### 2021
Nachdem die wöchentliche Infektionszahl im Januar zumeist knapp unter 2.500 Fällen gelegen hatte, stieg sie in der letzten Januarwoche auf 3.034 an, in der nachfolgenden 5. Kalenderwoche sogar auf 3.229, was bedeutet, dass sich allein in dieser einen Woche 0,5 Prozent der Gesamtbevölkerung infizierte. Auch in der 6. Kalenderwoche gab es über 3.200 neue Fälle. Durch diesen rapiden Anstieg waren mittlerweile rein rechnerisch bereits 10 Prozent der Gesamtbevölkerung offiziell mit Covid-19 infiziert, genauer gesagt 65.227 der 642.000 Einwohner. Mit 140 Toten auf 100.000 Einwohner zählte Montenegro auch weiterhin zu den am schwersten betroffenen Ländern weltweit, da dieser Wert nur in zwölf anderen Ländern und Territorien höher lag. In der 7. Kalenderwoche stieg die Zahl der Infektionsfälle auf über 70.000, was mehr als elf Prozent der Bevölkerung entsprach, nämlich 11.463 Fälle auf 100.000 Einwohner. In der 3. Februarwoche wurde erstmals die britische Variante VOC-202012/01 nachgewiesen.
Nach teils nur noch zweistelligen täglichen Neuinfektionen kam es im Spätherbst zu einem Anstieg der Zahlen, die bald die Werte der Herbst-/Winter-Saison 2020/2021 erreichten und teils leicht übertrafen. Im September 2021 führte Montenegro die 3G-Regel für Reisende ein. Ende Dezember 2021 und Anfang Januar 2022 kam es zu einem starken Anstieg der täglichen Neuinfektionen, deren Wert teilweise über 2.000 lag. Danach erfolgte ein ebenso steiler Abfall auf 200 Neuinfektionen pro Tag Ende Februar 2022.

#### Impfungen
Nachdem Montenegro auch Ende Januar 2021 – einen Monat nach dem Impfstart in den meisten Staaten der Europäischen Union – noch keine Impfstoffe erhalten hatte, da es wie andere Staaten der Region sich auf COVAX verlassen hatte, versicherte man sich, dass ein russischer oder chinesischer Impfstoff nicht nachteilig für die Beitrittsbemühungen in die Europäische Union sein würde, und verhandelte dann mit Russland und China. Das kleine Land konnte daraufhin 50.000 Impfdosen des russischen Impfstoffes Sputnik V erwerben. Einige der Einwohner Montenegros sollen aber bereits zuvor für eine Impfung nach Serbien gereist sein, wo Impfstoff schon etwas länger verfügbar ist, da man dort nicht auf die Europäische Union wartete. Auch mit dem chinesischen Impfstoffhersteller Sinopharm Group konnte Montenegro eine Vereinbarung für den Impfstoff BBIBP-CorV treffen. Am 24. Februar galt es als eines der letzten europäischen Länder, das noch keinen Bewohner geimpft hat.
Ende Februar 2021 trafen 5.000 Dosen Sputnik-V-Impfstoff aus Russland ein, Anfang März weitere 5.000 und im Oktober 2021 die restlichen vereinbarten 40.000. Die Impfung mit AstraZenecas AZD1222 konnte am 1. April 2021 beginnen, da eine erste COVAX-Lieferung von 24.000 Impfdosen am 28. März eintraf. Ab dem 3. Mai 2021 wurden 42.000 Dosen Tozinameran an Montenegro geliefert, die die Europäische Union finanzierte. Am 1. Juli 2021 lieferte China 200.000 Dosen BBIBP-CorV nach Montenegro, im Oktober erneut 100.000. Zahlreiche weitere Impfstoffe kam über Spenden ins Land (siehe Abschnitt #Internationale Hilfe).
Bis Ende Oktober 2021 waren 40 Prozent der Bevölkerung mindestens einmal geimpft. Danach stagnierte der Wert und lag Ende Februar 2022 erst bei 46 Prozent.

## Reaktionen der Bevölkerung
Eine Mitte Mai veröffentlichte Ipsos-Umfrage ergab, dass über 50 Prozent der Bevölkerung fürchten, dass sie oder ihre Familie sich anstecken werden. Ähnliche viele Befragte waren aber der Auffassung, dass es bald einen Impfstoff geben würde. Ein ähnlich großer Anteil (knapp 50 Prozent) war der Ansicht, dass die Medien die Schwere des Virus' aufbauschen würden. Fast 60 Prozent der Bevölkerung glaubten zudem an einen künstlichen Ursprung des Virus'.

### Unruhen Mitte Mai 2020
Verstöße gegen die Vorschriften wurden nicht nur öffentlich stark kritisiert, sondern führten zu konkreten Maßnahmen gegen die verantwortlichen Personen. Bereits zu Beginn der Maßnahmen verhaftete man fünf Barbesitzer, die gegen die Vorgaben verstoßen hatten. Anfang April drohte man Tankstellen harte Strafen an, die weiterhin Catering-Dienstleistungen anbieten.
Am 12. Mai 2020 wurde auf der Internetseite der Regierung der Gottesdienst im Kloster Ostrog sowie eine anschließende religiöse Prozession in Nikšić anlässlich des Feiertages des heiligen Vasilije Ostroški als Aushöhlung der erzielten Fortschritte getadelt und daraufhin der Bischof (episkop) Joanikije Mićović (Eparchie Budimlja und Nikšić) zusammen mit sieben Priestern für 72 Stunden inhaftiert, da bei der Zusammenkunft von mehreren tausend Menschen weder für Schutzmasken noch Mindestabstände gesorgt wurde. Dies sorgte wiederum für Proteste seitens der serbischen Regierung sowie der serbisch-orthodoxen Kirche, die im gemeinsamen Statement warnten, dies könne zu Unruhen führen. Sogleich kam es am 13. Mai zur Blockade der Hauptstraße nach Berane am Ortsausgang von Andrijevica, die durch die Polizei mit Tränengas aufgelöst werden musste und zu weiteren Verhaftungen führte.
Parallel dazu wurden die religiösen Zeremonien fortgesetzt, nun aber mit entsprechenden Maßnahmen. So durften fortan nur noch zehn Personen gleichzeitig die Klosterkirche betreten, so dass sich lange Schlangen bildeten, bei denen aber auf den Mindestabstand geachtet werden sollte. Der Vorsitzende der Partei Neue Serbische Demokratie Andrija Mandić ließ verlauten, dass eigentlich geplant war, alle orthodoxen Gläubigen solange zu Protesten und Blockaden aufzufordern, bis die Inhaftierten frei seien, dass aber der Metropolit Amfilohije Radović dagegen votierte. Er bedauerte dies ausdrücklich, fügte sich aber der Bitte, die Kirche nicht politisch zu missbrauchen. Er bezeichnete zudem die Maßnahmen der Regierung als diktatorisch und prophezeite ihr ein baldiges Ende. Am Abend des 13. Mai kam es in Nikšić zu einer Protestkundgebung von ca. 400 Menschen mit wüsten Beschimpfungen, Stein- und Flaschenwürfen gegen Polizisten, die nach mehrfacher Aufforderung mit Tränengas und Schockbomben aufgelöst wurde. Bei den dabei festgenommenen Personen fand man Messer und Äxte. Insgesamt wurden in Nikšić 22 Polizisten verletzt, in Pljevlja weitere vier. Es gab 32 Verhaftungen in Nikšić und neun in Pljevlja. Der Großteil davon soll strafrechtlich belangt werden. Die acht Geistlichen befanden sich derweil in Hausarrest. Von drei Verhaftungen in Podgorica erfolgte nur eine wegen Nichteinhaltung der Gesundheitsvorschriften zur Bekämpfung einer gefährlichen Infektionskrankheit. Daneben gab es in Budva Anzeigen gegen 14 Personen, die mit einem Konvoi ihren Protest ausdrücken wollten sowie gegen zwölf Personen wegen der Straßenblockade in Andrijevica.
Es war dies nicht der erste Verstoß der serbisch-orthodoxen Kirche gegen die Corona-Vorschriften in Montenegro. Bereits in der Osterwoche (Mitte April 2020) hatte Metropolit Amfilohije ein Begräbnis in Cetinje abgehalten und war deshalb von der Polizei vorgeladen und belehrt worden. Am 9. Mai führte er eine Kirchenweihe auf der Briska Gora bei Ulcinj durch, am Vortag feierte er eine Liturgie in Podgorica im kleinen Rahmen und beklagte danach, er sei grundlos von der Polizei belagert worden. Der serbisch-orthodoxe Bischofsrat sieht sich schon seit längerem in der Opferrolle und insbesondere Amfilohije beklagte eine einseitige Anwendung der Corona-Maßnahmen gegen die Kirche. Laut seiner Darstellung war die Prozession am Kloster Ostrog nicht geplant, sondern sei spontan entstanden und stehe in der Tradition der letzten Jahrzehnte. Man habe sich nur dem Willen der Menge gefügt und sie nicht allein lassen wollen. Er übernahm die Verantwortung dafür und bot sich als Schuldigen für einen möglichen Gerichtsprozess wegen der Verstöße gegen die Corona-Schutzmaßnahmen an. Neben den eigentlichen Versammlungen gelten auch die verharmlosenden Vorgaben einiger geistlicher Führer, dass Gebete gegen Corona helfen würden, sowie die Zeremonie der Löffelkommunion, bei der die Gläubigen die Kommunion mit demselben Essbesteck durchführen, als Verstöße gegen die Vorgaben des Gesundheitsministeriums.
Am Abend des 14. und am Morgen des 15. Mai kam es zu weiteren Versammlungen vor dem Sicherheitszentrum bzw. dem Gericht in Nikšić. Diesmal blieb die Lage aber ruhig.

Die Kontroversen um die Verhaftungen und spätere Anklagen gegen Priester wegen Verstößen gegen die Covid-19-Gegenmaßnahme führten auch zur Politisierung des Professors für Maschinenbau Zdravko Krivokapić, der nach seiner Teilnahme an Antikorruptionsprotesten an die Spitze einer proserbischen NGO gewählt worden war. In der Vermengung von Protesten gegen Korruption, gegen die Drangsalierung der serbisch-orthodoxen Kirche im Zuge des Versuchs der Etablierung einer montenegrinisch-orthodoxen Kirche sowie gegen die Maßnahmen zur Bekämpfung der Covid-19-Pandemie gelang es ein breites Wahlbündnis (Za budućnost Crne Gore) zusammenzustellen, als dessen Spitzenkandidat Krivokapić schließlich im Dezember 2020 zum Ministerpräsidenten ernannt wurde. Auch dies war ein Resultat der Pandemie, da die Zeremonie mehrfach verschoben werden musste. Einer der Gründe waren infiziert Abgeordnete. Krivokapić, der auch an der Beerdigungsfeier für Amfilohije Radović als Redner teilgenommen und keine Maske getragen hatte, infizierte sich wie andere Teilnehmer mit dem Coronavirus, hatte aber laut eigener Aussage keine Symptome und stellte dies erst später fest. Obwohl er sich dafür entschuldigte, verteidigte er zugleich die Praxis der Löffelgabe an die gesamte Gemeinde, und behauptete, dass Gläubige sich so nicht infizieren könnten. Vierzehn Monate nach der Wahl wurde seine Regierung, die sich um den Balanceakt zwischen Serbien, EU und Russland bemüht hatte, durch ein Misstrauensvotum gestürzt.

## Internationale Hilfe
Trotz der vergleichsweise gering ausfallenden Ansteckungswelle spendeten mehrere Länder medizinisches Equipment. Darunter waren allein am 12. Mai 2020 je 50.000 chirurgische Masken aus Ungarn und Kroatien sowie andere Schutzausrüstungen. Zuvor gaben u. a. die Türkei, die Volksrepublik China und Österreich medizinisches Material an Montenegro ab. Der griechische Geschäftsmann Petros Stathis, der slowenische Geschäftsmann Izet Rastoder und der chinesische Geschäftsmann Jack Ma spendeten zusammen bis Anfang Mai 800.000 Schutzmasken, 7.000 Covid-19-Tests sowie zahlreiche andere Schutzmaterialien.
Als Teil des COVAX-Programmes wartete Montenegro zunächst vergebens auf Impfstoffe. Es war daher auch auf anderen Spenden angewiesen. Am 3. März 2021 trafen 30.000 Impfdosen BBIBP-CorV ein, die China dem Land spendete. Serbien spendete Anfang März 2.000 Sputnik-V-Dosen an das Nachbarland, Kroatien am 25. Mai 10.000 Impfdosen. Im Juni 2021 verkündete Österreich, dass Montenegro und seine Nachbarländer eine Million Impfdosen (v. a. AZD1222) erhalten werden. Im Juli 2021 spendete Ungarn 200.000 Dosen BBIBP-CorV, im August die Slowakei 10.000 Impfstoffdosen, im Oktober Polen 40.000 Dosen Tozinameran und die Türkei 100.000 Dosen CoronaVac. Zudem sagte die Türkei medizinische Unterstützung, etwa die Ausbildung von Fachpersonal, zu. Mitte März 2021 kamen außerdem 10.000 PCR-Tests aus Ungarn an. Auch im Jahr 2022 trafen Impfstoff-Spenden ein, etwa durch Slowenien (42.000 Dosen mRNA-1273) im Januar.

## Deutsche Auswanderer
Innerhalb der Gegner der deutschen Maßnahmen gegen die Pandemie entwickelten sich mehrfach Bestrebungen, in andere Länder auszuwandern. Dies betraf insbesondere Paraguay und Montenegro. Nach Montenegro wanderten dabei u. a. Boris Reitschuster, Arne Schmitt und der Schlagersänger Björn Banane aus. Sie warben auch für diese Auswanderung, so dass andere Deutsche ihrem Beispiel folgten.

## Statistik
Im Jahr 2020 gab es 48.247 positiv getestete Personen, davon 38.580 Genesene und 682 Verstorbene (Stand 1. Januar 2021, 10 Uhr). Auf eine Million Einwohner kamen 74.419 Infektionen und 1.062 Tote (Stand 27. Dezember 2020, 10 Uhr).  Die Fallzahlen entwickelten sich während der COVID-19-Pandemie in Montenegro wie folgt:

### Infektionen

Bestätigte Infizierte in Montenegro nach Daten der WHO. Oben kumuliert, unten Tageswerte

### Todesfälle

Bestätigte Todesfälle in Montenegro nach Daten der WHO. Oben kumuliert, unten Tageswerte

### Besonderheiten der täglichen WHO-Berichte
- Die täglichen Daten der WHO (bis zum 16. August 2020) finden sich auch weiterhin als Diagramm im Quelltext dieser Seite.
- Im WHO-Bericht Nr. 185 (PDF; 1,5 MB) vom 23. Juli 2020 wurde eine Nachzählung für den Zeitraum 15. bis 22. Juli 2020 eingearbeitet. Die Fortschreibung des Berichts basiert auf dieser, daher steht dort +91. Basierend auf dem Vortagswert beträgt die Zahl +341.
- Im WHO-Bericht Nr. 189 (PDF; 1,3 MB) vom 27. Juli 2020 wurden verschiedene Nachzählungen (19. März bis 1. April, 9. Mai, 14. Juni bis 26. Juli) eingearbeitet. Der Wert der „Neuinfektionen“ (mehrheitlich ältere Fälle) stieg daher erneut überdurchschnittlich an.
- Der ebenfalls überdurchschnittliche Anstieg im WHO-Bericht Nr. 186 (PDF; 1,2 MB) vom 24. Juli blieb in den WHO-Berichten ohne Erklärung.
- Im WHO-Bericht Nr. 191 (PDF; 1,2 MB) vom 29. Juli 2020 wurden erneut Nachzählungen (also teils alte Fälle) eingearbeitet, diesmal für den Zeitraum vom 19. März bis zum 27. Juli 2020.
- In den WHO-Berichten Nr. 185 (pdf, 23. Juli 2020), Nr. 189 (pdf, 27. Juli 2020) und Nr. 191 (pdf, 29. Juli 2020) wurden jeweils Nachzählungen eingearbeitet. Dadurch steigt die Zahl zum Teil an, ohne dass es im Berichtszeitraum neue Todesfälle gab, weshalb am 29. Juli 2020 der Anstieg zum Vortagsbericht +2 beträgt und nicht wie im WHO-Bericht angegeben ±0.